# Corallium konojoi
Corallium konojoi är en korallart som beskrevs av Kamakiche Kishinouye 1903. Corallium konojoi ingår i släktet Corallium och familjen Coralliidae. Inga underarter finns listade i Catalogue of Life.